# Bahía de Tamán
La bahía de Tamán (del ruso: Таманский залив) es una bahía que se abre hacia el oeste de la orilla oriental del estrecho de Kerch, que separa o une los mares de Azov y Negro. Así como la república de Crimea del krai de Krasnodar, en Rusia.
Está delimitada por la punta Chushka y la punta Tuzla. Se hunde en el continente 16 km, tiene una anchura cerca de su boca de 8 km y una profundidad de hasta 5 m. Sus orillas son en general bajas. Cerca de la punta Chushka están situadas muchas islas menores, de las cuales las mayores son isla Krupinina, isla Dzendzik e isla Lisi. En la parte norte se encuentra el golfo Dinskói. La costa del sur del golfo la ocupa la península de Tamán. En la bahía se encuentran las poblaciones de Tamán, Primorski, Sennói, Yubileini y Garkusha. La temporada de congelamiento sucede a mediados de diciembre a marzo. En la bahía de se desarrolla la pesca.